# Eszperantó kiejtés
Eszperantó kiejtés: L. L. Zamenhof, az eszperantó nyelv elindítója úgy határozta meg az eszperantó kiejtést, hogy hangjait összehasonlította több fontos európai nyelv analóg hangjaival, és kimondta az egy hanghoz egy betű elvét. Több mint egy évszázados használata során az eszperantó kifejlesztett egy egységes kiejtést, beleértve a hangrendszer elfogadott részleteit, hangösszetételt, a hangkompozíciót és a frázisdallamot, így most már lehet helyes eszperantó kiejtésről beszélni. a kiejtés és a helyesen formált szavak, eredetileg függetlenek az eszperantó leírására használt nyelvektől.

## Kiejtési szabály
Tekintettel arra, hogy az Fundamento de Esperantoban a kiejtés bemutatása sok részletet kihagy, és az eszperantó tényleges kiejtésében meglehetősen széles eltérésekkel találkozhatunk, még akkor is, ha csak azokat az embereket vesszük figyelembe, akik nyelvtani és szókincs szempontjából jól ismerik az eszperantót. Kétségbe vonható egy olyan kiejtési szabály, amely részletesen meghatározza, hogy mi a jó eszperantó kiejtés és mi nem. Különböző tanulmányok azonban, különösen a nagyon szisztematikus tanulmányok, mint amelyet Oksana Burkina készített a doktori cím megszerzéséhez, azt mutatják, hogy az eszperantó beszélőknek nagyon egységes a véleménye a jó kiejtésről, következésképpen a kiejtési szabályok társadalmi jelenségként léteznek a köztudatban, vagyis az eszperantó beszélők tudatában.
Ezeket a kiejtési szabályokat a nemzetközileg beszélt eszperantó használatán alapuló, nyelvi tervezés nélkül jött létre. E norma létrejöttében egyrészt a jó kölcsönös megértésre való törekvés, az "egy hangra, egy betű" Zamenhof-ideál és a nemzeti nyelvi hatás megszüntetése játszott szerepet, másrészt néhány közvetített vélemény a különféle kiejtések helyességéről és helytelenségéről. Egy ilyen közvetett vélemény miatt megszilárdult kiejtési szabály egy része pl. az /r/ fonéma szabványos kiejtése nyelvhegyi rezgésként. A Fundamento de Esperanto Eszperanto egyidejűleg egyenlővé tette az eszperantó /r/-t az angol, francia, német, lengyel és orosz nyelvek meglehetősen változatos /r/-jeivel, így több szabadságot hagyott az /r/ kiejtésére; de hamarosan megjelent az a vélemény, hogy a nyelvhegyi rezgő [r] (mint az oroszban és a lengyelben, illetve az olaszban is) jó kiejtés, és ez a vélemény a mára konszolidált kiejtési szabály részévé vált. Másrészt a Plena Manlibro de Esperanta Gramatiko a nyelvhegyi rezgő [r]-t tökéletesen jó alternatívának tartja.
Ahol nincs külön említés a nem szabályos változatokról, a cikk további része az eszperantó szabályos kiejtését magyarázza. Mivel az eszperantó olyan nyelv, amelynek beszélői általában nem fő nyelvként beszélik, a tényleges kiejtés viszonylag gyakran eltér ezektől a szabályoktól más nyelvek hatására. A gyakori eltérések listája a Kiejtési hibák listája című cikkben található.

## Fonéma
Az eszperantónak 23 mássalhangzója és 5 magánhangzója van. A két félhangzó /j/ és /w/ itt mássalhangzónak minősül. Valójában artikulációjuk szerint hasonlítanak a magánhangzókra, de mássalhangzóként működnek.

### Mássalhangzók
Bővebben: Az eszperantó mássalhangzók táblázata

### Magánhangzók
Bővebben: Az eszperantó magánhangzók táblázata
Az eszperantó kettőshangzók /aj/, /oj/, /uj/, /ej/, /aw/ és /ew/ nem tekinthetők külön fonémáknak, hanem két fonéma kombinációjának, nevezetesen egy magánhangzónak, amelyet egy félmagánhangzó követ.

## Betűk és fonémák
Az eszperantó írásmódban egy betű mindig pontosan egy fonémának felel meg. A következő táblázat ezt az interakciót mutatja be. Ezenkívül az eszperantó ábécé különböző betűinek kiejtési megfelelőit mutatja különböző nyelveken:
Bővebben: Az eszperantó betűk és fonémák táblázata

## Ejtésváltozat
Az „egy hanghoz egy betű” elv, amelyet Zamenhof az 1891-es Lingva Respondoj című művében fogalmazott meg, ellenzi az allofón variációk létezését, vagyis ugyanazon fonéma, kontextustól függően, eltérő kiejtését. Az allofón variáció a világ összes nyelvén változó mértékben előforduló jelenség. Az eszperantóban sem teljesen elkerülhető: Például a kiso a /k/ fonéma természetesen a szokásosnál valamivel korábban ejtődik ki, tehát [k̟]-ként.

## Fonológiai folyamatok
Egyes nyelvekben az allofón variációra vonatkozó szabályok mellett a fonológiai folyamatokra is vannak szabályok. Olyan szabályokról van szó, amelyek szerint bizonyos kontextusokban bizonyos fonémák kiejtése egy másik fonéma kiejtésére változik. Az eszperantó szokásos kiejtése nem rendelkezik ilyen szabályokkal, és az egyes beszélők által tapasztalt fonológiai folyamatokat általában elkerülhetetlen nemzeti nyelvi hatásnak tekintik. Például az eszperantó szokásos kiejtése szerint nem szabad egységesíteni a mássalhangzók megszólaltatását egy mássalhangzó-csoportban, ahogy az a franciában és az oroszban történik: Pl. az „egdanci”, „ogdek” és „egzisti” helyes kiejtése: [ekdanci], [okdek], [ekzisti].

## Hangsúly
A hangsúly mindig az utolsó előtti szótagon van:radio, matematiko, malgraŭ, malgraŭe, dudek, dudeka. . A hangsúlyos szótag fő jellemzője, hogy hangosabb, mint a többi szótag. De emellett gyakran hosszabb is. Főleg ha végmássalhangzó nélküli szótagról van szó, a szótag meghosszabbítása a szótag magánhangzóját is meghosszabbítja.

## Hangkompozíció
Az eszperantó szótag általában (s/ŝ)(K)(K)V(K)(K) alakú. Ez azt jelenti, hogy mindig tartalmaz egy magánhangzót (V), amely előtt lehet nullától három mássalhangzóig (K), utána pedig nullától két mássalhangzóig. Ha a szótag három mássalhangzóval kezdődik, akkor az elsőnek /s/ vagy /ŝ/-nek kell lennie. Ritka a két mássalhangzóra végződő szótag. Ilyenek például a cent és a post szavak, az eks- előtag, valamint néhány szótag néhány szakszóban, mint például az nterpunkcio és a arkta". A kettős mássalhangzók általában csak a szóvégeken (mallonga, ekkuŝi, misskribi), tulajdonneveknél ("Schiller") és embercsoportok neveinél (finno) jelennek meg. Ugyanúgy, mint a szóbeli kettős mássalhangzóknál, a mássalhangzó és az ugyanazon a helyen lévő mássalhangzó szóbeli ütközése elkerülhető, így a „tc”, „tch” és „dj”.
Ezen túlmenően bizonyos hangok társítására vonatkozóan korlátozások vannak. Például az ŭ általában csak az "a" és az "e" után jelenik meg.
A hangalkotási szabályok rögzítése előtt az idegen szavakat Zamenhof szándékainak és a később kialakult szabályoknak ellentmondó módon "eszperantizálták", például poupo (=pobo) és ŭato (=watt (mértékegység). Ezek közül az "eszperantizálások" közül sok bizonytalan lett, és manapság rendszerint a kidolgozott szabályokat követő kiejtések váltják fel, például pobo és vato. Ezzel szemben teljesen meghonosodott a nyelvben a hangkompozíciós megfontolások alapján olykor kritizált, de már Zamenhof által is használt jida szó.

## Fordítás
- Ez a szócikk részben vagy egészben  a   Prononco de Esperanto című eszperantó Wikipédia-szócikk ezen változatának fordításán alapul.  Az eredeti cikk szerkesztőit annak laptörténete sorolja fel. Ez a jelzés csupán a megfogalmazás eredetét és a szerzői jogokat jelzi, nem szolgál a cikkben szereplő információk forrásmegjelöléseként.